# Forma Urbis Romae

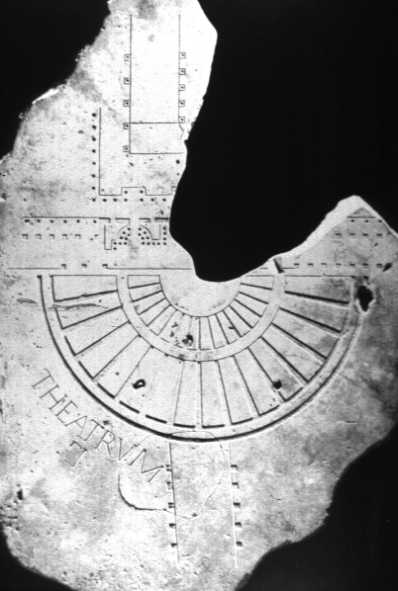
Grundriss des Pompeiustheaters auf einem Fragment der Forma Urbis

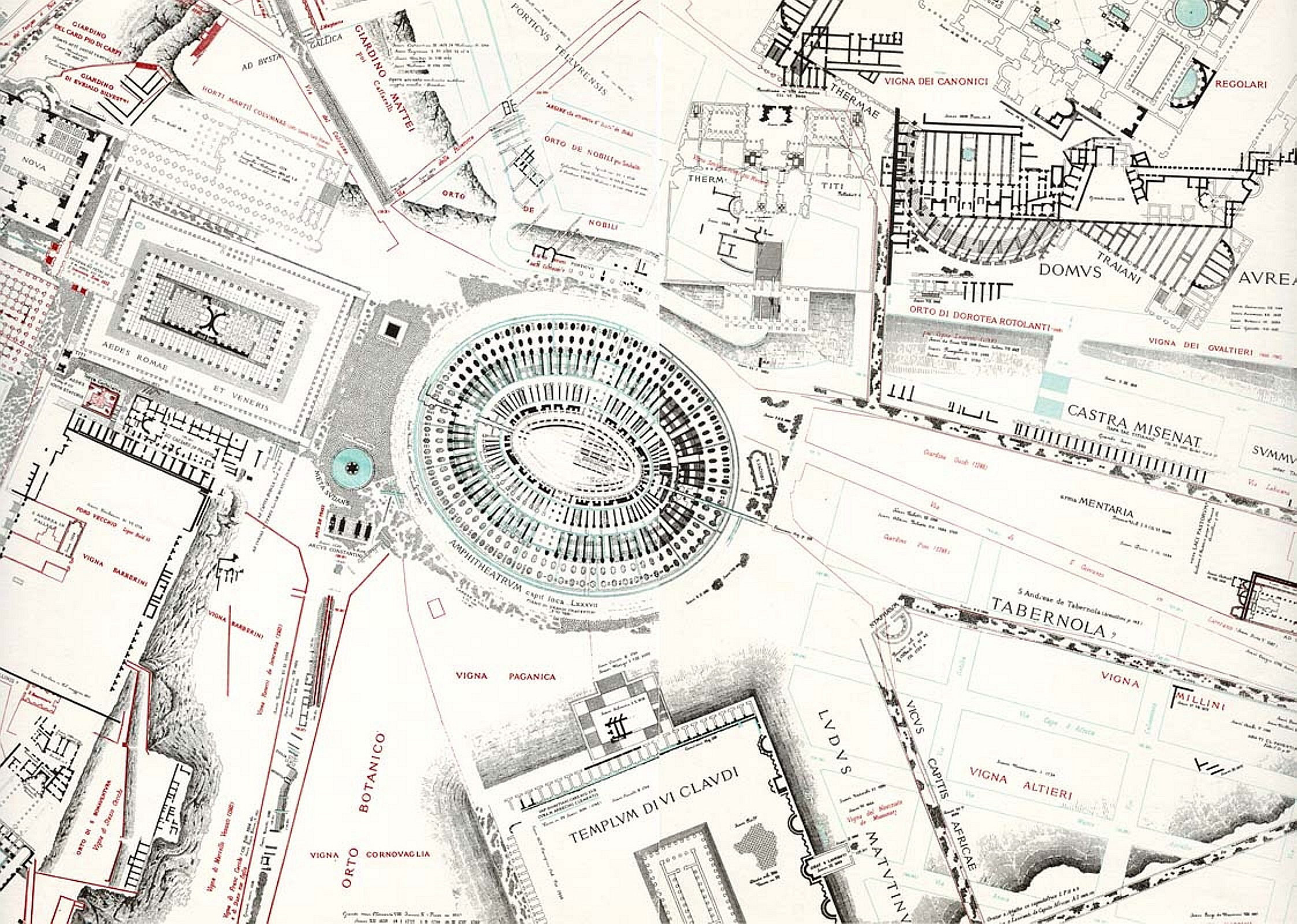
Rekonstruktionszeichnung von Rodolfo Lanciani mit dem Kolosseum

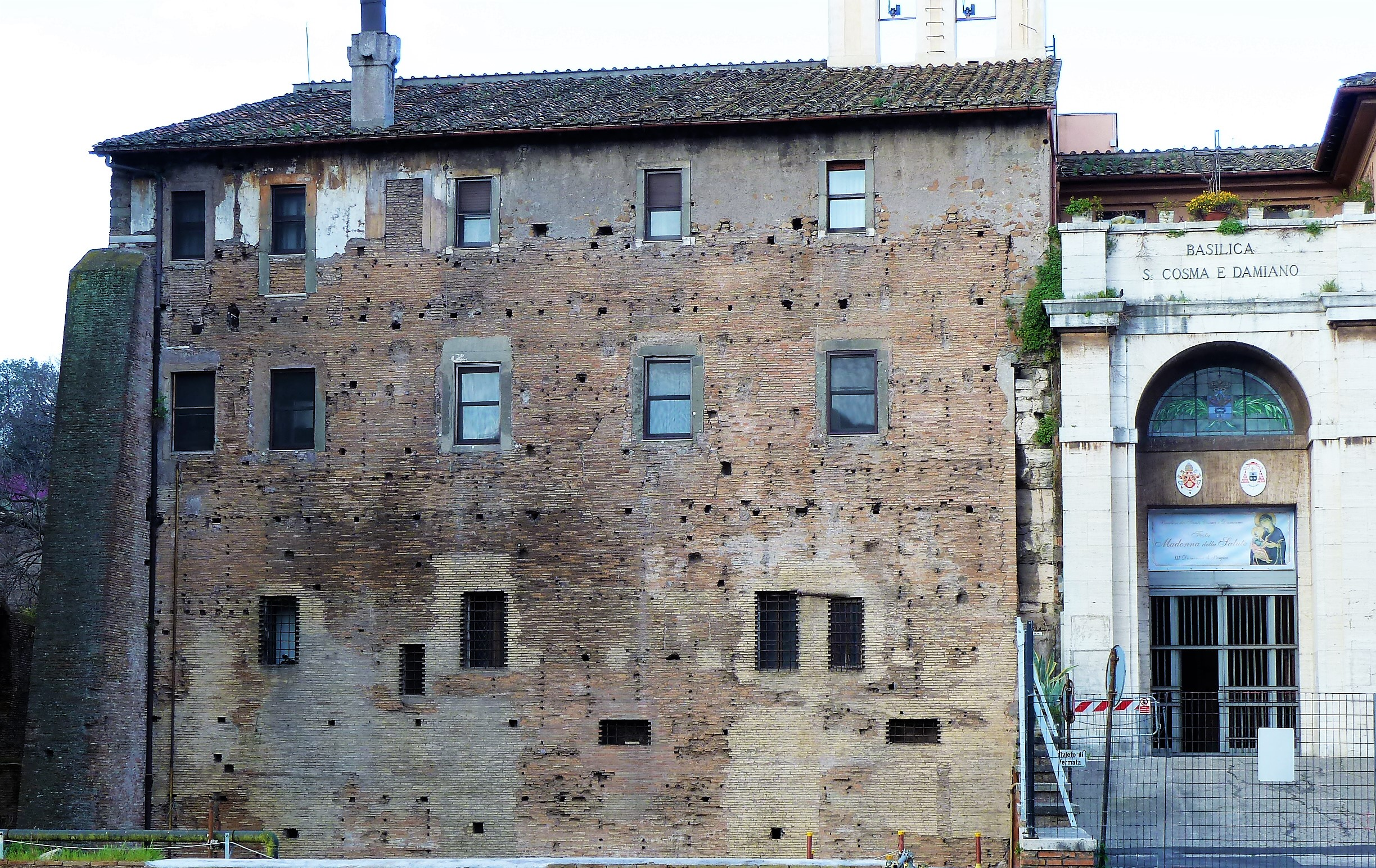
Wand des Templum Pacis, an dem die Forma Urbis angebracht war

Die Forma Urbis Romae (FUR), auch Forma Urbis marmorea oder kurz Forma Urbis, war ein monumentaler Plan der Stadt Rom, der unter dem Kaiser Septimius Severus zwischen 203 und 211 n. Chr. geschaffen wurde und heute ein wichtiges Zeugnis für die Topographie des antiken Roms ist. In den antiken Textquellen findet sich kein Hinweis auf den Plan. Das bedeutet, dass eine Datierung ausschließlich aus dem Plan selbst heraus erfolgen muss.

## Merkmale
Der Plan war ca. 18 m breit und 13 m hoch und auf 150 Marmorplatten an einer Innenwand des Templum Pacis angebracht. Im Maßstab von etwa 1:240 zeigte er die Grundrisse aller öffentlichen und privaten Gebäude der Stadt. Bei öffentlichen Gebäuden wie Tempeln und Thermenanlagen wurden auch ihre offiziellen Bezeichnungen genannt. Cassius Dio (72, 24, 1–2) berichtet von einem Feuer im Templum Pacis. Es gibt viele Hinweise, dass das Gebäude unter Septimius Severus (193–211 n. Chr.) renoviert wurde. Lucos Cozza hat gezeigt, dass große Teile der Innenwand, an der der Plan befestigt war, severisch sind. Auf den erhaltenen Fragmenten des Planes finden sich keine post-severischen Bauten. Zwei Teile des Planes deuten auf den Entstehungszeitpunkt hin: Erstens das Septizodium, das auf den Fragmenten 8a und 8bde zu sehen ist, definiert den terminus post quem (Zeitpunkt, nach dem der Plan entstanden sein muss). Das Septizodium wurde von Septimius Severus 203 n. Chr. erbaut. Zweitens sieht man auf Fragment 5abcd eine Inschrift, die Septimius Severus und seinen Sohn Aurelius Antoninus (Caracalla) als gemeinsame Herrscher bezeichnet. Das war zwischen 198 n. Chr., als Caracalla zum Augustus erhoben wurde, und dem 4. Februar 211 n. Chr., als Septimius Severus starb. Dies ist der terminus ante quem (Zeitpunkt, vor dem der Plan hergestellt wurde).
Nach der Zerstörung der Forma Urbis im Mittelalter tauchten seit der Renaissance immer wieder Fragmente auf, die schon damals publiziert wurden. Eine erste Sammlung schenkte Karl III., König von Spanien und König beider Sizilien, 1741 dem Papst, der sie im großen Treppenhaus des Kapitolinischen Museums anbringen ließ. 1756 widmete Giovanni Battista Piranesi vier Blätter des ersten Bandes seines Stichwerkes Le Antichità Romane den Fragmenten der Forma Urbis. Zwischen 1893 und 1901 wurde eine erste Ausgabe des Materials vorgelegt, der 1960 eine komplette Überarbeitung mit den bis dahin notwendigen Ergänzungen und Berichtigungen folgte. Ab 1998 befanden sich die Fragmente des Plans im Museo della Civiltà Romana, seit Januar 2024 befinden sie sich im Museo della Forma Urbis am Celio in Rom.
Derzeit sind 1.186 Fragmente im Original bekannt, hinzu kommen weitere 87, die nur in alten Zeichnungen und Stichen überliefert sind. Sie machen nur etwa 10 bis 15 % des antiken Bestandes aus. Ein Projekt an der Universität Stanford digitalisiert die Fragmente und versucht, sie ihrem ursprünglichen Standort zuzuordnen. 2014 wurden bei Bauarbeiten im Palazzo Maffei Marescotti weitere Fragmente gefunden, die in diesen Zahlen noch nicht enthalten sind.

## Bedeutung der Karte
Es sind keine schriftlichen zeitgenössischen Berichte zur Funktion der Karte überliefert. Man glaubt, dass die Aula des Friedenstempels mit der Karte zu Zeiten des Septimius Severus das Büro des städtischen Präfekten beherbergte, der für das Katasterwesen zuständig war. Die Karte könnte als Lageplan oder Grundbuch gedient haben. Diese Annahme gründet sich darin, dass die Karte mit großem Detailreichtum dargestellt ist, der auf tatsächlichen Vermessungsarbeiten beruht haben muss. Auch ist der verwendete Maßstab 1:240 derselbe, der von römischen Kartographen gewöhnlich verwendet wurde.
Hiergegen werden jedoch plausible Einwände erhoben. Für einen Lageplan war die Karte zu groß. Die obersten Kartenbereiche befanden sich in 13 m Höhe. Vom Boden aus konnte man sie kaum ausmachen. Auch war nur ein geringer Teil der Details beschriftet. Darüber hinaus fehlten die sonst in Karten üblichen Maßzahlen. Gegen die Nutzung als Grundbuch spricht, dass die Wände nur durch eine Linie dargestellt sind, und nicht, wie sonst in römischen Grundbüchern üblich, mit zwei Linien, um die Grenzen anzuzeigen. Auch fehlen Besitzerangaben. Trotz des erstaunlichen Detailreichtums gibt es teilweise beträchtliche Fehler bei den bekanntesten öffentlichen Gebäuden.
Es scheint sich bei der Karte also vor allem um eine repräsentative Darstellung gehandelt zu haben, die den Betrachter beeindrucken sollte. Der Friedenstempel als Grundbuchamt soll auf Papyrus erstellte Karten enthalten haben, die dann im gleichen Maßstab auf die Marmorplatten geritzt wurden. Demnach hätten sich im Friedenstempel zwei Ausgaben der Forma Urbis Romae befunden, eine auf Papyrus und eine auf Marmor.